# München járás
München járás Bajorországban München várossal, Starnberg, Fürstenfeldbruck, Bad Tölz-Wolfratshausen, Miesbach, Rosenheim, Ebersberg, Erding, Freising és Dachau járásokkal határos. Lakosainak száma 2015 decemberében 340 003 volt.

## Népesség
A járás népessége korábban az alábbi módon változott:
| Lakosok száma | 46 669 | 70 249 | 86 104 | 168 336 | 271 615 | 295 247 | 323 015 | 329 981 | 340 003 | 346 433 |
|               | 1885   | 1925   | 1950   | 1970    | 1991    | 2000    | 2010    | 2013    | 2015    | 2017    |